# برايس ألدرسون
برايس ألدرسون (5 فبراير 1994 بكيتشنر في كندا - ) هو لاعب كرة قدم كندي في مركز الوسط. شارك مع منتخب كندا تحت 17 سنة لكرة القدم. أما مع النوادي، فقد لعب مع فانكوفر وايتكابس وفورتونا دوسلدورف وتشارلستون بيتري وVancouver Whitecaps FC U-23 ‏.

## روابط خارجية
- برايس ألدرسون على موقع الدوري الأمريكي (الإنجليزية)
- برايس ألدرسون على موقع قاعدة بيانات كرة القدم.إي يو (الإنجليزية)